# Внуковский (микрорайон)
Микрорайон Внуковский (посёлок РТС) — микрорайон на северо-востоке Дмитрова Московской области. Ранее назывался посёлок РТС (ремонтно-техническая станция). Бывшая усадьба совхоза «Внуковский».
Имеется одноименная с посёлком автобусная остановка. Ранее конечная городского автобусного маршрута № 3. 

## География
Располагается на высоком холме (предположительно, ранее называемым Лайковой горой). Со склонов леса берёт своё начало речка Матусовка. К жилой застройке примыкает Матусовский лес.
Граничит на северо-востоке с селом Внуково, на юго-западе с территорией бывшего Финского посёлка. На северо-западе находится деревня Игнатовка, на северо-востоке — деревня Поддубки. На юге через Матусовский лес — деревня Бирлово.

## История

### Деревня Матусово (Лайково)
Упоминается пустошь Матусово (Матцево), также Матусовский лес. Деревня Матусово, вероятно, исчезла в ходе Польско-Литовского нашествия, а местность сохранила название (топоним).
Возможно, название связано с Б. Г. Матусовым, владельцем деревни Татищево. Также рядом протекает речка Матусовка.
Земли относятся к вотчине в Повельском стане Дмитровского Борисоглебского монастыря. По переписным книгам 1627—1628 годов значится сельцо Орехово с монастырским двором и пустоши, что раньше были деревни: Митусово (Матусово?), Варсино, Шишкино, Привернино, Отушкино, Оксёново.
Лайково
По Внуковскому церковному приходу числится сельцо Лайково, названное по Лайковой горе (большого холма) у которого сельцо располагалось. В исповедальных книгах 1754 года числится 9 человек с детьми, монастырских дворовых. За 1763 год числится 5 человек с детьми. Имущество Внуково было собственностью Троице-Калязинского монастыра, видимо, как и Лайково. Скорее всего, это новое церковное поселение (сельцо), на месте бывшей деревни, только получившее новое название по желанию хозяев, как было часто в эти времена.
На Плане генерального межевания Дмитровского уезда Московской Губернии 1778—1796 годов на месте Матусового поля также обозначено сельцо Лайково.

### Секуляризация земель
После секуляризационный реформы 1764 года бывшие церковные земли отходят Государственной коллегии экономии. Земли, предположительно, входили в состав экономической Подчёрковской волости.
По данным 1926 года лесная сторожка Матусово входила в состав Митькинского сельсовета Дмитровской волости вместе с селом Борисово, деревнями Бирлово, Ближнево, Митькино и Ярово, и также хутором Широков.
Западнее микрорайона осталась улица-топоним Большой Матусовский переулок.

### Машинно-тракторная станция

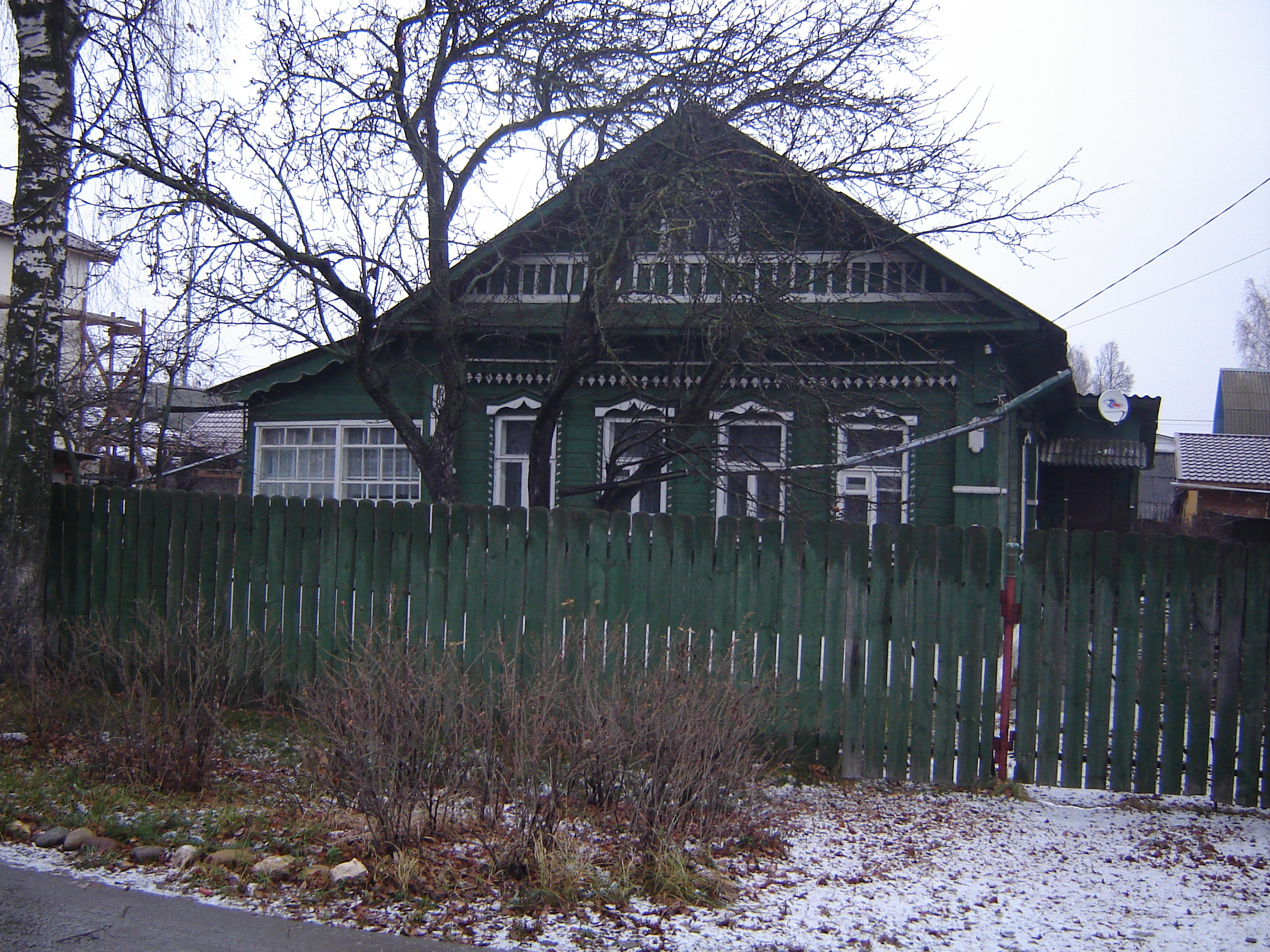
Типовой дом, построенный по финской каркасно-щитовой технологии

В 1934 году образование Дмитровской машинно-тракторной станции, которая подчинялась Московскому областному отделу сельского хозяйства. 21 мая 1958 года станция была переименована в Дмитровскую ремонтную техническую станцию. Дмитровская РТС становится самостоятельным предприятием.
Посёлок получает начало с формированием машинно-тракторной станции (МТС). Станция была государственной и занималась предоставлением и обслуживанием сельско-хозяйственной техники для ближайших артелей, колхозов. Техника также располагалась в МТС. Работники станции относились к городскому населению.
Первоначальная застройка посёлка осуществляется в 1940—50-е года однотипными деревянными домами, собранными по финской каркасно-щитовой технологии, характерными для того времени. Частная застройка сохранилась на севере и западе посёлка: улицы Внуковский проезд, Внуковская. Данная застройка типична для прилегающего Финского посёлка.  
В ходе 2-й Мировой войны бомбы падали в Матусовском лесу и на улице Заводской. Лес пошёл на вырубку, так как ощущалась нехватка древесины, в том числе для строительства оборонительных сооружений. Затем он был заново засажен, так Матусовский лес был восстановлен.

### Усадьба совхоза «Внуковский». Посёлок РТС
В 1950-х годах идёт объединение Внуковского сельсовета. Также идёт расформирование колхозов, а на их основе создаётся укрупнённый Внуковский совхоз.
Внуковский совхоз был создан в 1960 году на базе колхозов: «Колос» (село Внуково), «Новая жизнь» и «Имени Хрущёва». С 1960 года подчиняется Тресту молочно-птицеводческих совхозов Министерства сельского хозяйства. С 1966 по 1968 год — Дмитровскому совхозно-колхозному управлению. С 1969 года — снова Тресту молочно-птицеводческих совхозов Министерства сельского хозяйства.
Территория совхоза простиралась на зоны влияния Внуковского, Орудьевского и Куровского сельсоветов.
Правление совхоза «Внуковский» формирует усадьбу возле ремонтно-технической станции (РТС) (бывшая МТС). Посёлок РТС формируется как жилая застройка возле РТС и управленческих зданий. Ближе к деревне Поддубки располагается птицефабрика совхоза с котельной, осуществляющей отопление и снабжение горячей водой посёлка. 

### Новейшая история
В 1990-е годы в ходе экономических реформ в стране совхоз прекратил существование.
Распоряжением Совета депутатов Дмитровского района от 28 ноября 2003 года № 280/51 посёлок РТС (посёлок ц/у совхоза «Внуковский») переименован в микрорайон «Внуковский».
На месте Матусова поля (Матусовой пустоши) в 1990-е годы основано СНТ «Матусово поле».

## Спорт
На Матусовском поле (где сейчас СНТ «Матусово поле» и многоэтажные дома, построенные в 2010-х годах), возле и в Матусовском лесу во время СССР каждые выходные состоялись массовые катания на лыжах. Устраивались городские лыжные соревнования. Трасса в Матусовском лесу была освещена.
Освещение в 2000-е годы было восстановлено, дорожки асфальтированы, что позволяет летом заниматься на роликовых лыжах в лесу.
В Матусовском лесе и в муниципальном «Центре зимних видов спорта» регулярно проводятся спортивные соревнования.

## Учреждения и организации
- Детский сад № 83 «Вишенка»
- Внуковская школа
- Муниципальное учреждение «Центр зимних видов спорта»
- Внуковское кладбище